# Friedrich Burmeister (Politiker)

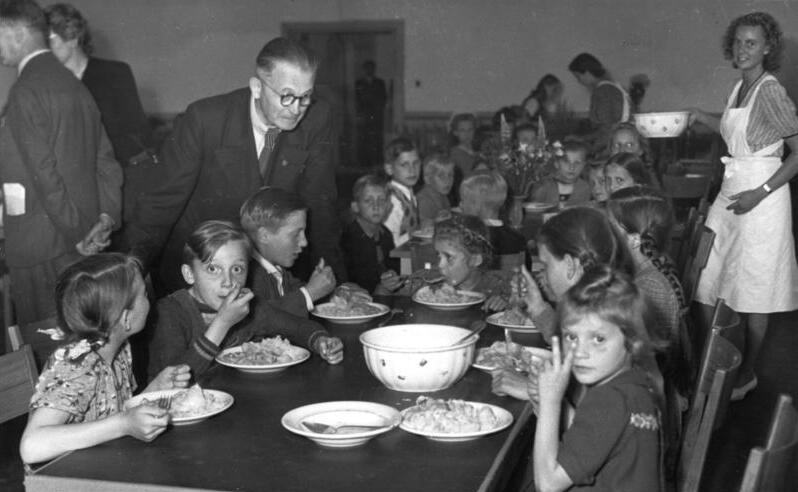
Friedrich Burmeister (1949)

Friedrich Burmeister (* 24. März 1888 in Wittenberge; † 25. Juli 1968 in Ost-Berlin) war ein deutscher Politiker und Minister für Post- und Fernmeldewesen der DDR.

## Leben
Burmeister, 1888 als Sohn eines Lokomotivführers geboren, absolvierte die Realschule und trat 1905 als Postgehilfe beim Telegrafenamt Schwerin in den Postdienst ein. Nach der Prüfung zum Postassistenten 1909 und seinem Militärdienst im Ersten Weltkrieg in einer Infanterie- und Fernmeldeeinheit arbeitete er 1919 als Postassistent zunächst in Berlin-Reinickendorf und wechselte im gleichen Jahr zur Oberpostdirektion Schwerin, wo er 1920 zum Postsekretär und Oberpostsekretär und 1924 zum Postinspektor aufstieg.
Er war von 1922 bis 1924 Mitglied der Republikanischen Partei Deutschlands (RPD) und 1926 bis 1930 der Deutschen Demokratischen Partei (DDP). Von 1920 bis 1933 saß Burmeister dem Landeskartell des Deutschen Beamtenbundes Mecklenburg-Schwerin vor. 1939 wurde er zum Oberpostinspektor befördert und nach Karlsbad, ab 1943 zur Reichspostdirektion nach Aussig versetzt.

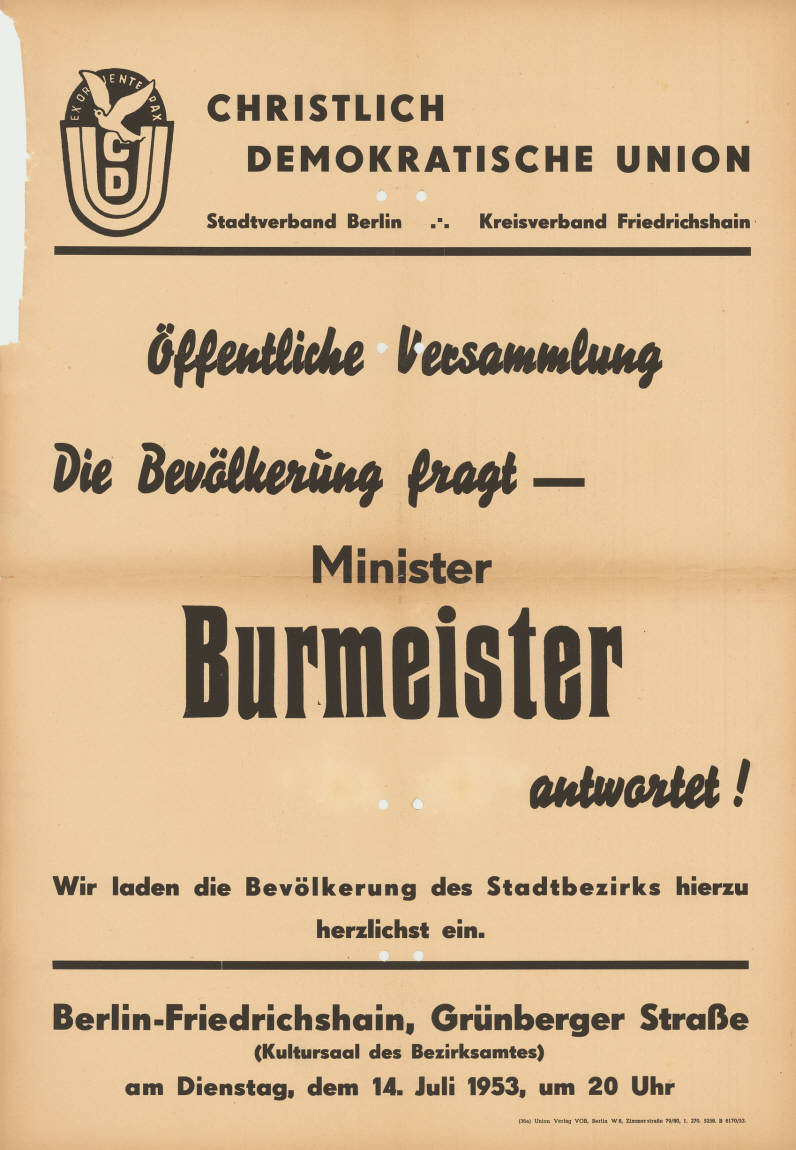
Plakat für eine öffentliche Versammlung mit Minister Burmeister (1953)

1945 kehrte er über Chemnitz nach Schwerin zurück, wo er bei der Oberpostdirektion tätig war, und trat in die Ost-CDU des Landesverbands Mecklenburg ein. 1945 und 1946 wirkte er als Oberpostinspektor, Abteilungsleiter und stellvertretender Leiter der Oberpostdirektion Schwerin. 1946 bis 1949 war er Minister für Arbeit und Sozialwesen des Landes Mecklenburg, dann vom 12. September 1949 bis zum 13. November 1963 Minister für Post- und Fernmeldewesen der DDR. Zugleich war er 1949 bis 1958 Abgeordneter der Volkskammer und 1950 bis 1968 Mitglied im Hauptvorstand der CDU.
Burmeister erhielt am 6. Mai 1955 den Vaterländischen Verdienstorden in Silber, 1963 abermals den Vaterländischen Verdienstorden, 1959 die Verdienstmedaille der DDR, 1960 das Banner der Arbeit und 1968 die Ehrenspange zum Vaterländischen Verdienstorden.